# Big Star (grupo musical)
Big Star (en hangul, 빅스타), estilizado como BIGSTAR; fue una boy band surcoreana formada en el 2012 por Brave Entertainment. Sus integrantes son Feeldog, Baram, Raehwan, Sunghak y Jude. Big Star publicó su primer sencillo, Bigstart el 12 de julio de 2012.

## Historia
Se promocionaron en Japón en la lista de 100 interpretaciones activas. Presentaron su primer solo concierto en marzo de 2014, interpretando cuatro conciertos durante toda la semana del verano. Su 50 representación activa fue un concierto en el Yakult Hall. Su siguiente interpretación activa número 100 fue el 26 de septiembre de 2014 en el Akasaka Blitz, Tokio. Un fanmeeting de despedida se realizó el 28 de septiembre en el Yokohama Premiere Hall. Big Star festejó de la mejor manera, al ser la primera idol band que dio 100 conciertos en Japón. Así mismo, ellos le siguieron el paso a la legendaria banda de K-pop, g.o.d., quienes realizaron el mismo número de conciertos en corea durante su Tour. Posteriormente, Bigstar anunció que tendría un comeback en su ciudad de residencia en Corea. En septiembre del 2015, luego de una larga espera, regresaron con un nuevo mini-álbum "Shine A Moon Light".
El 12 de julio de 2019, en su séptimo aniversario, a través de la cuenta de instagram de Jude, se reveló que no renovarían sus contratos con la agencia.

## Miembros
| Información    | Información            | Información                       |
| Nombre         | Nombre real            | Fecha de nacimiento               |
| -------------- | ---------------------- | --------------------------------- |
| FeelDog (필독) | (오광석) Oh Kwang Seok | 26 de febrero de 1992 (33 años)   |
| BaRam (바람)   | (이영준) Lee Young Jun | 8 de octubre de 1990 (34 años)    |
| Raehwan (래환) | (김래환) Kim Rae Hwan  | 15 de febrero de 1992 (33 años)   |
| Sunghak (성학) | (정성학) Jung Sung Hak | 16 de enero de 1993 (32 años)     |
| Jude (주드)    | (김동현) Kim Dong Hyun | 25 de noviembre de 1994 (30 años) |

## Discografía

### EPs
- Blossom (2012)
- Hang Out (2013)
- Shine A Moon Light (2015)

### Sencillos
- Bigstart (2012)
- I Got The Feeling (2012)
- Standing Alone (2013)
- Forget U (2014)

| Año                                                              | Título            | Posicionamientos | Álbum              |
| Año                                                              | Título            | Gaon Chart       | Álbum              |
| ---------------------------------------------------------------- | ----------------- | ---------------- | ------------------ |
| 2012                                                             | "Hot Boy"         | -                | Bigstart           |
| 2012                                                             | "Thinking Of You" | -                | Blossom            |
| 2012                                                             | "I Got A Feeling" | -                | I Got The Feeling  |
| 2013                                                             | "Run&Run"         | -                | Hang Out           |
| 2013                                                             | "Standing Alone"  | -                | Standing Alone     |
| 2014                                                             | "Forget U"        | -                | Forget U           |
| 2015                                                             | "Fullmoon Shine"  | 98               | Shine A Moon Light |
| "—" indica que no hubo medición o lanzamiento en este territorio |                   |                  |                    |